# Validation des billets
Pour les articles homonymes, voir Validation (homonymie).
 (octobre 2008).
La validation des billets est une procédure prévue dans les transports en commun visant à vérifier à l'entrée du réseau que l'usager est bien en possession du titre de transport adéquat. Si le billet correspond à un nombre d'usage prédéterminé (peut-être unique), le titre de transport est modifié à chaque passage pour mettre à jour ses droits. Si le titre de transport correspond à un forfait pour une durée déterminée, la date de première utilisation est ajoutée sur le titre au premier passage ; les procédures de validation suivantes consisteront à vérifier cette date.
Parfois manuelle, la technologie permet de largement automatiser cette tâche en prenant en compte des formules tarifaires aux paramétrages possibles de plus en plus complexes.

## Types

### Poinçonneur

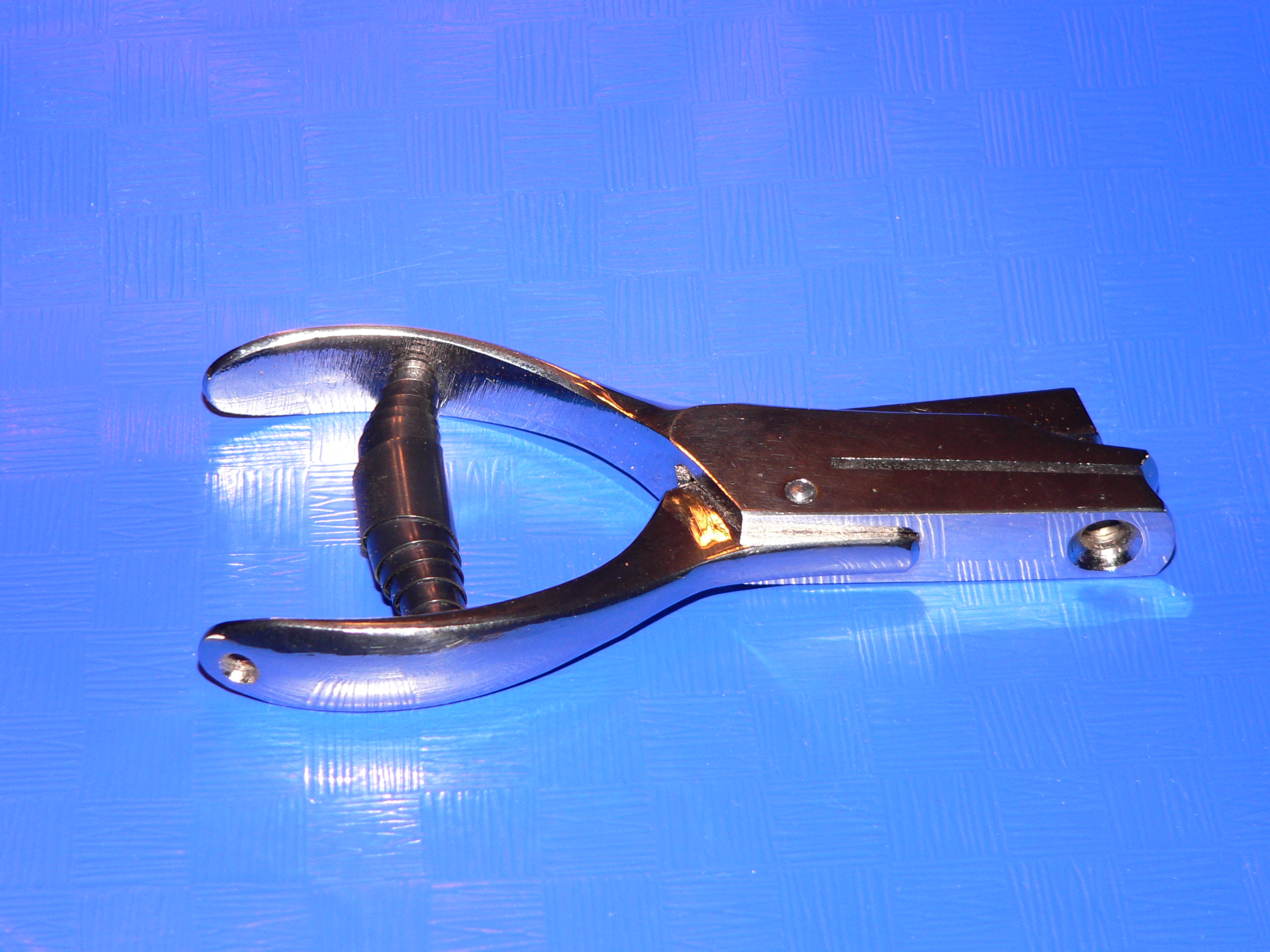
Poinçon.

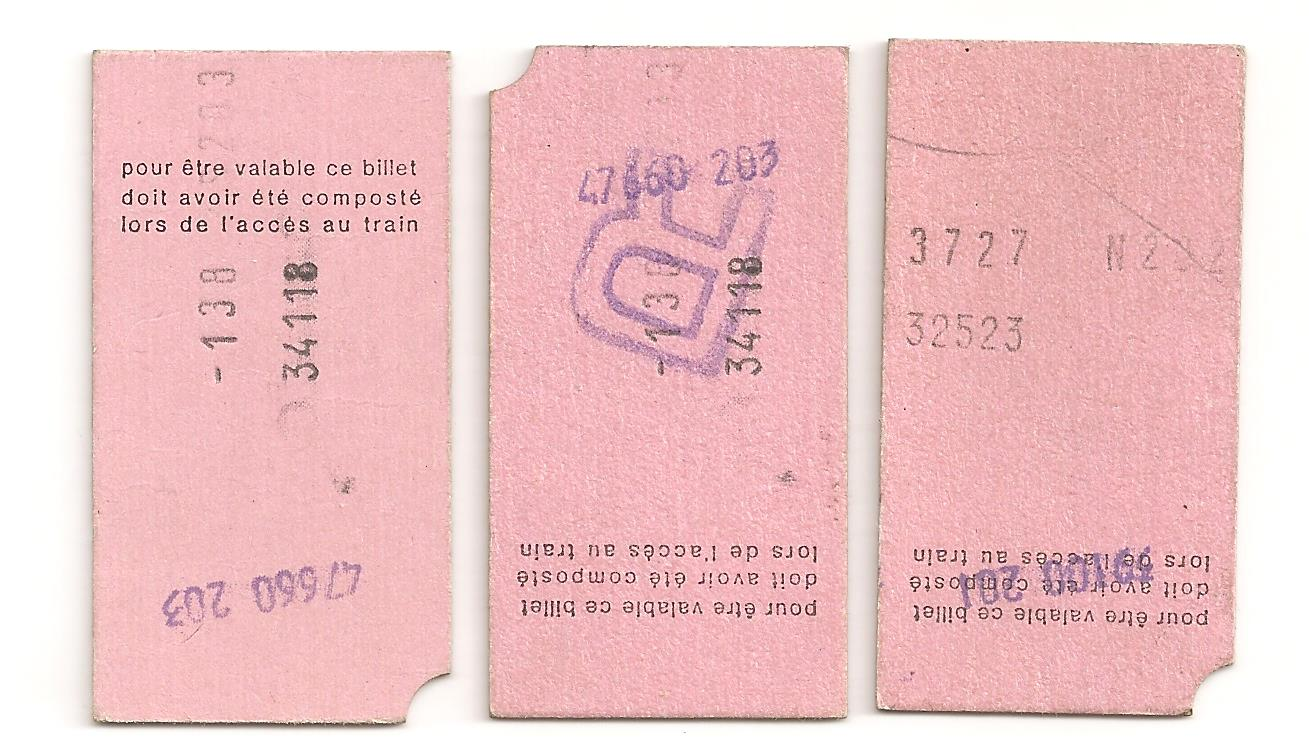
Billets SNCF Paris Montparnasse - Vannes et retour, utilisés le 20 juillet- 1979- et le 22 juillet 1979. Supplément pour jour et heure de pointe. Verso avec marques de composteur, gares 59100 et 47660, jours 201 et 203.

Un poinçonneur était, dans les transports en commun (métro, tramway ou bus), l'employé qui compostait le titre de transport des voyageurs avec un poinçon, avant que ne soient mis en place des composteurs automatiques.

#### Références culturelles au métier de poinçonneur

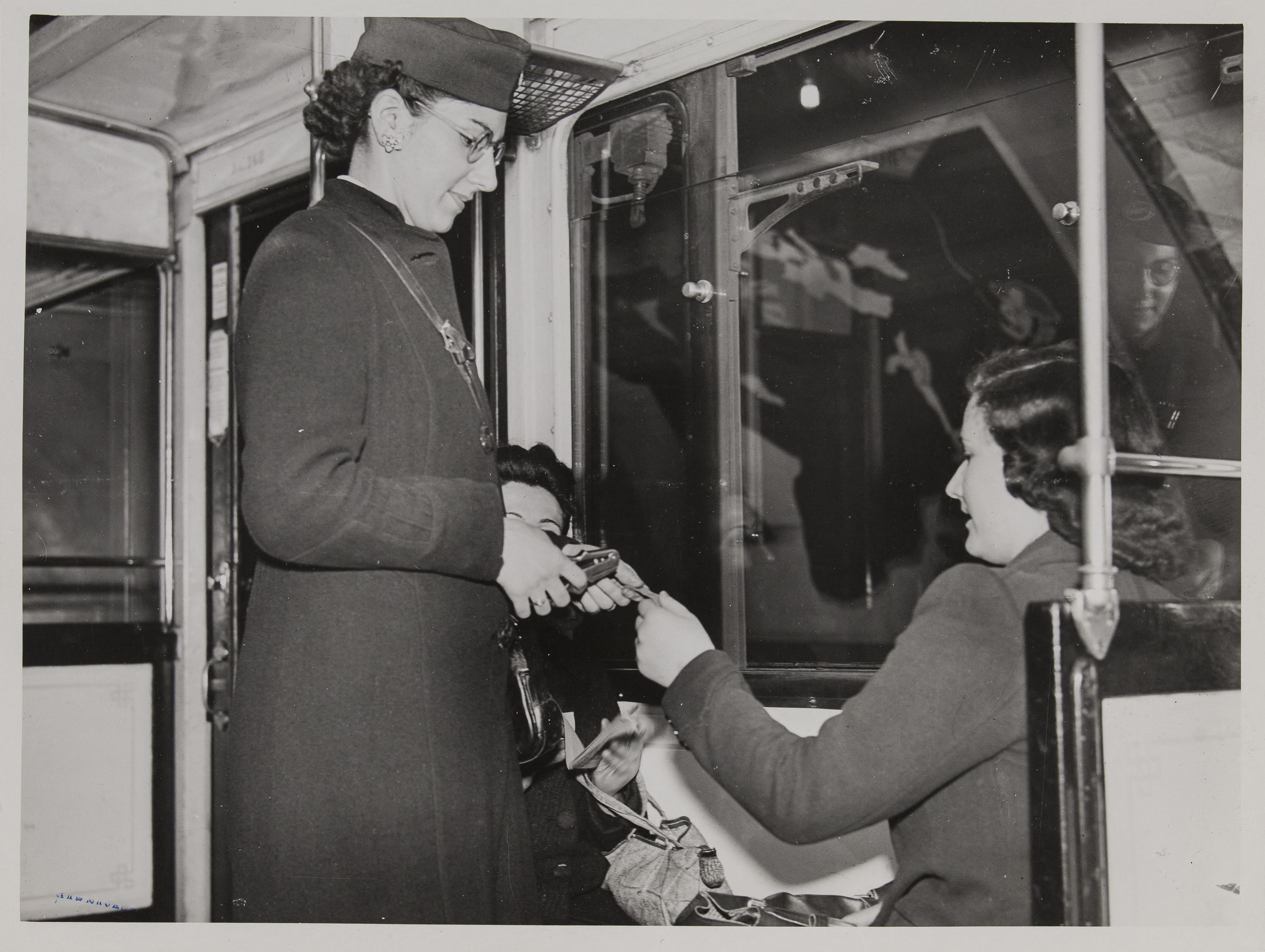
Contrôle des billets de 1re classe de la Compagnie du chemin de fer métropolitain de Paris en 1943.

### Composteur

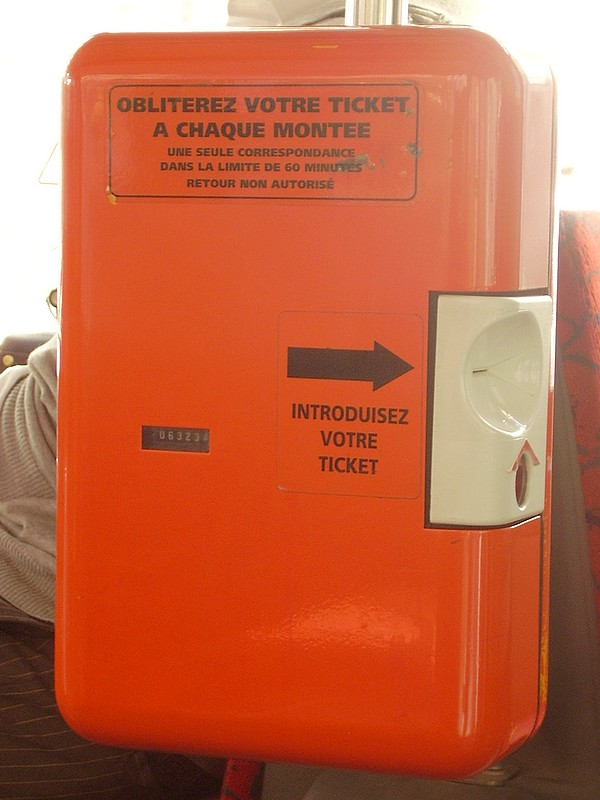
Composteur à bord d'un bus du réseau TUR (Reims).
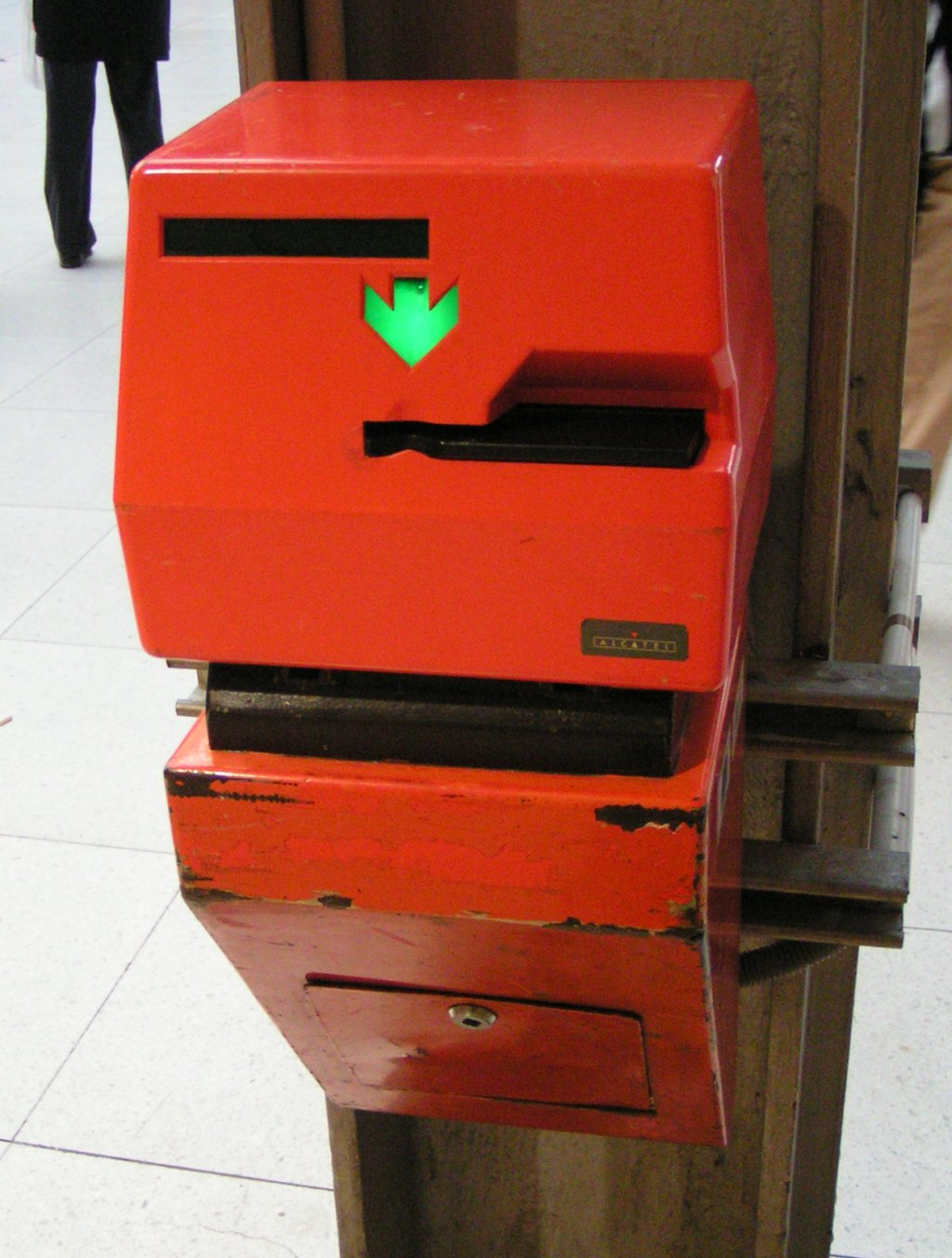
Composteur SNCF, des années 1980.
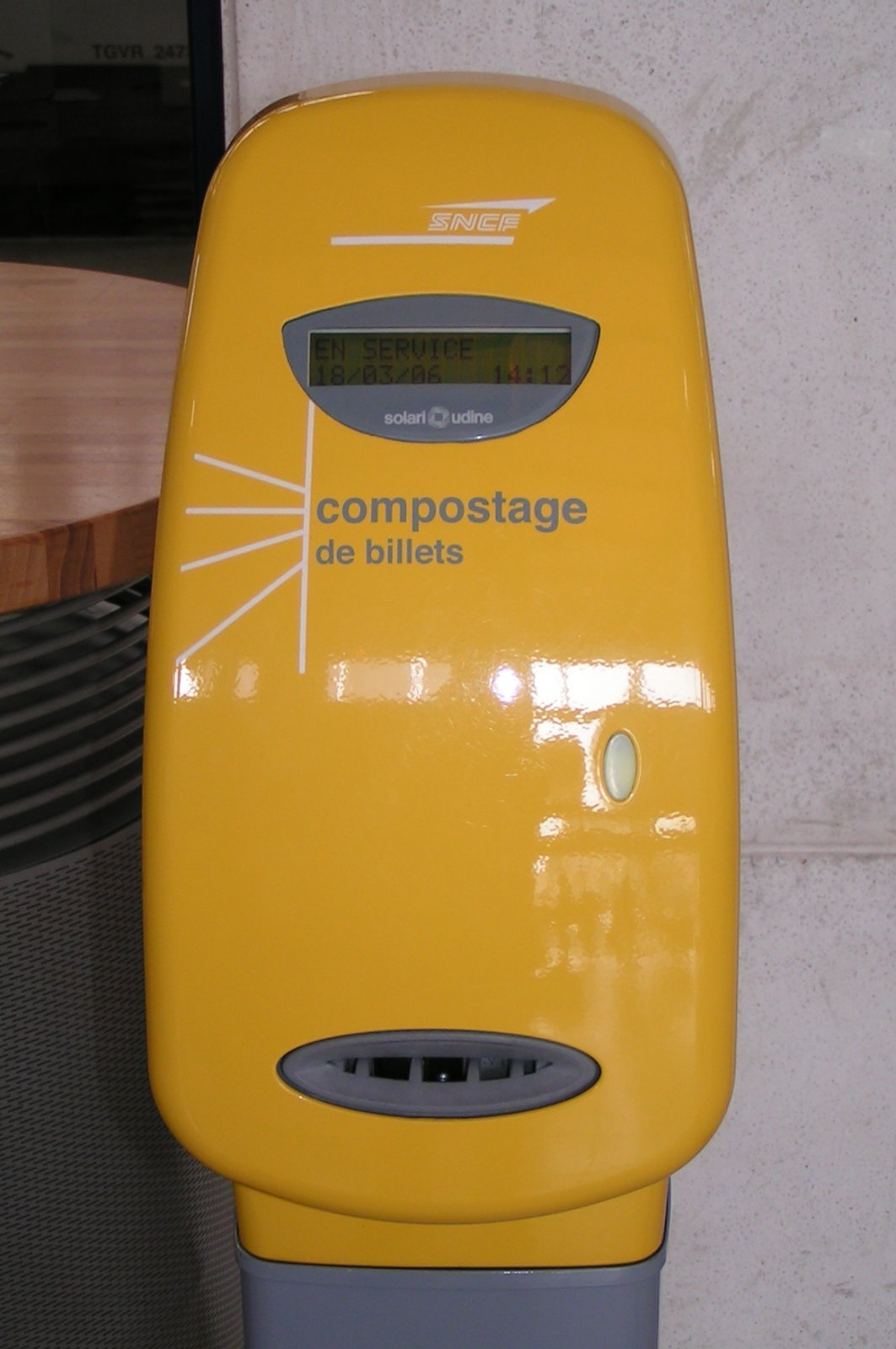
Composteur SNCF, introduit en 2004.

## Valideur

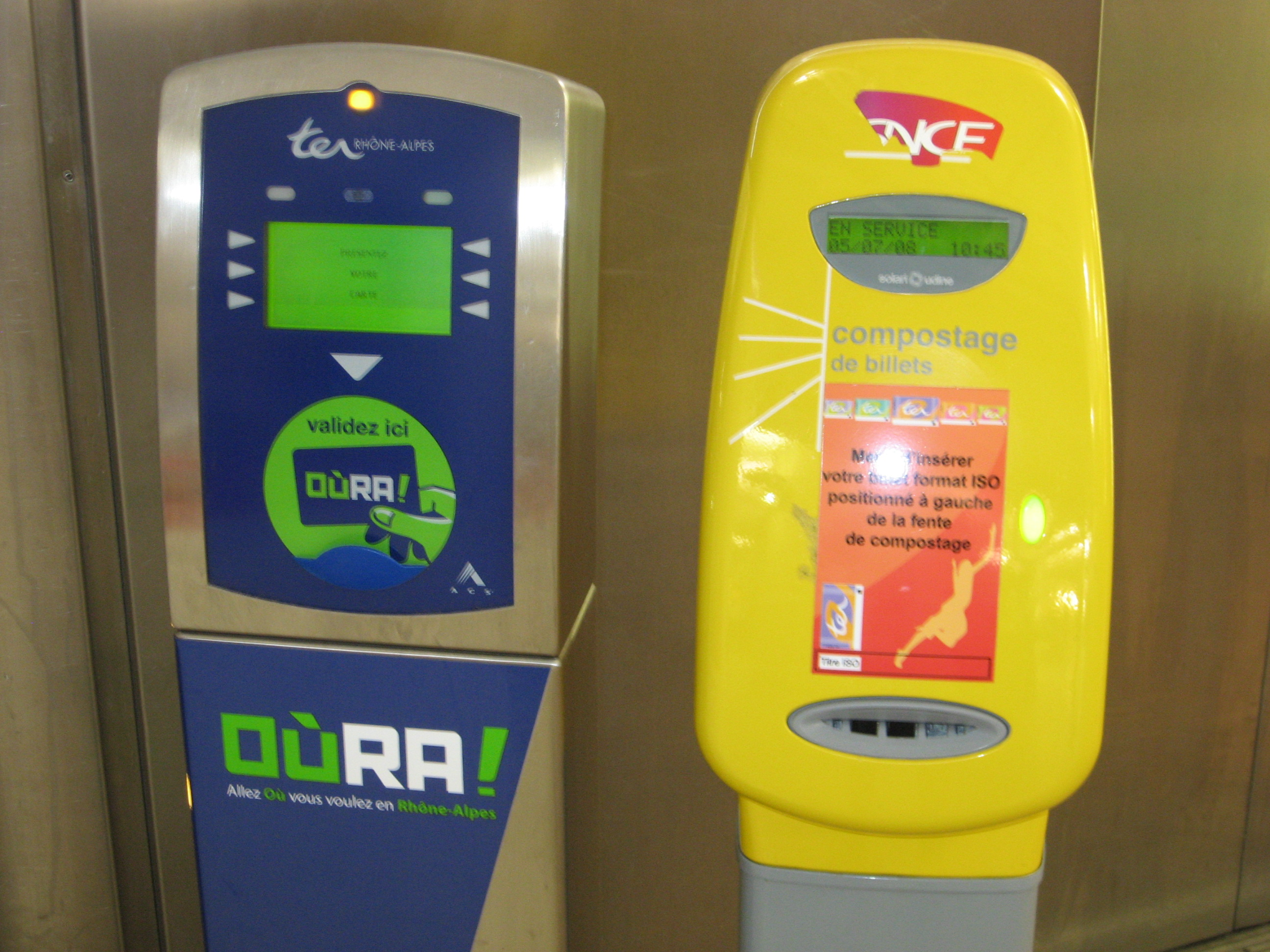
À gauche : valideur sans contact du système OùRA (Rhône-Alpes).
À droite : composteur SNCF.